# Линдеталь
Линдеталь (нем. Lindetal) — община в Германии, в земле Мекленбург-Передняя Померания.
Входит в состав района Мекленбург-Штрелиц. Подчиняется управлению Штаргардер Ланд.  Население составляет 1244 человека (на 31 декабря 2010 года). Занимает площадь 56,33 км².
Коммуна подразделяется на 7 сельских округов.